# Thymosia
Thymosia is een geslacht van sponsdieren uit de klasse van de Demospongiae (gewone sponzen).

## Soort
- Thymosia guernei Topsent, 1895